# Minduri
Minduri este un oraș în Minas Gerais (MG), Brazilia.